# Little Eagle
Little Eagle es un lugar designado por el censo ubicado en el condado de Corson, Dakota del Sur, Estados Unidos. Según el censo de 2020, tiene una población de 367 habitantes.
Está situado en la Reserva india Standing Rock. 

## Geografía
La localidad está ubicada en las coordenadas 45°41′6″N 100°47′41″O / 45.68500, -100.79472 (45.68507, -100.794794). Según la Oficina del Censo de los Estados Unidos, Little Eagle tiene una superficie total de 3.7 km², de la cual 3.6 km² corresponden a tierra firme y 0.1 km² son agua.

## Demografía
Según el censo de 2020, hay 367 personas residiendo en Little Eagle. La densidad de población es de 101.9 hab./km². El 97.0% de los habitantes son amerindios, el 1.6% son blancos y el 1.4% son de una mezcla de razas. Del total de la población, el 1.9% son hispanos o latinos de cualquier raza.